# Aires protégées d'Inde
 (mars 2017).
Si vous disposez d'ouvrages ou d'articles de référence ou si vous connaissez des sites web de qualité traitant du thème abordé ici, merci de compléter l'article en donnant les références utiles à sa vérifiabilité et en les liant à la section « Notes et références ».

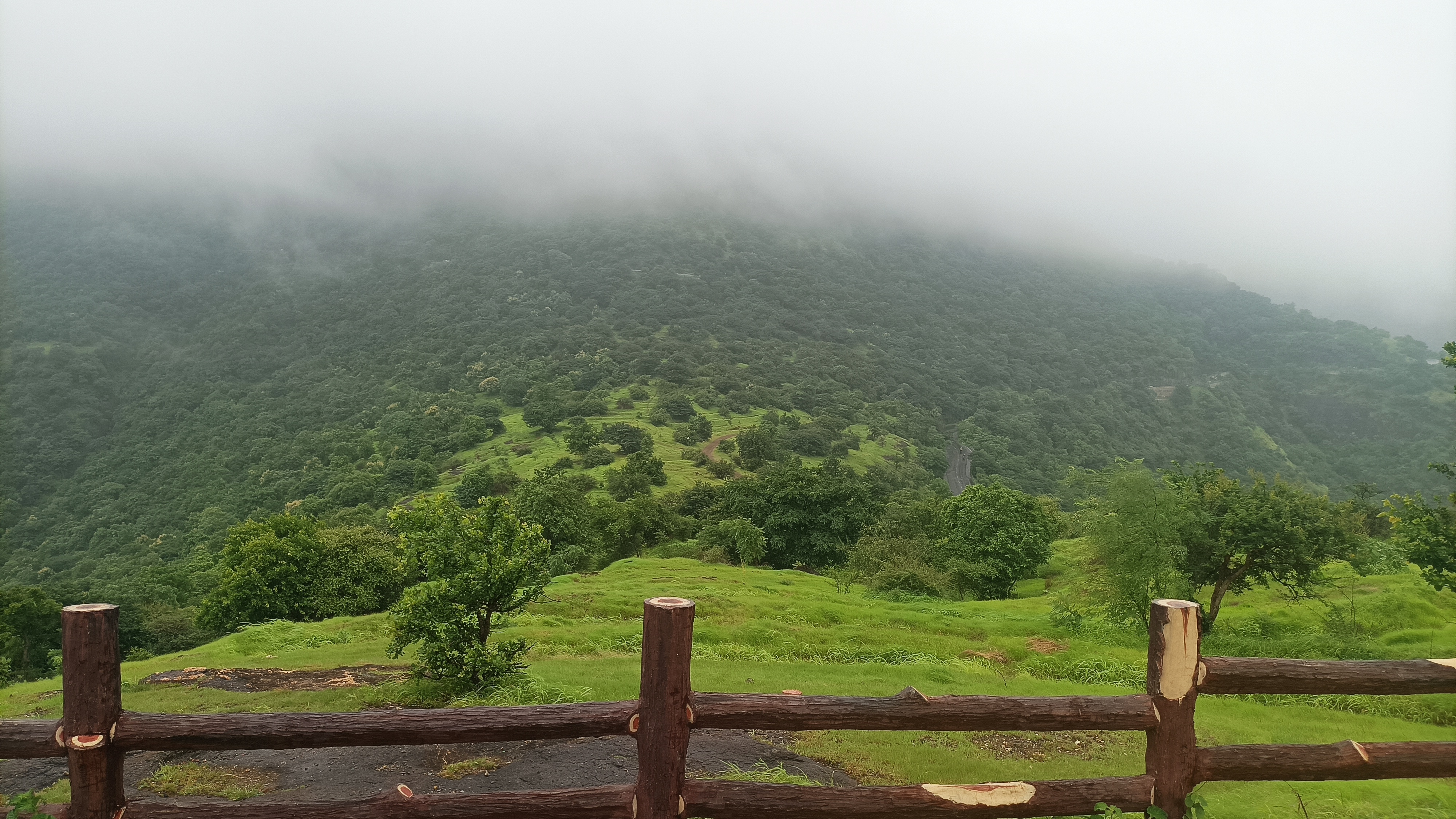
Le Gautala Autramghat Sanctuary dans l'état de Maharashtra.

L'Inde, située dans l'écozone indomalaise, abrite 7,7 % de toutes les espèces de mammifères, 12,6 % des espèces d'oiseaux, 6,2 % des reptiles, et 6,0 % des plantes à fleurs. Le pays gère, à la date de mai 2004, 156 700 km² de surface protégée, ce qui représente environ 4,95 % de sa superficie totale. Toutes les aires ne bénéficient pas du même statut, mais présentent dans leur ensemble, un intérêt pour la diversité mondial. Beaucoup d'écorégions, comme les forêts de Shola, présentent des taux extrêmement élevés d'endémisme, en fait 33 % des espèces végétales indiennes sont endémiques. Une directive nationale prévoit que 4 % du territoire doit être protégé au minimum au niveau de protection accordé à un sanctuaire.
Les types de biomes protégées vont de la forêt tropicale humide comme sur les îles Andaman ou des Ghâts occidentaux, des forêts de conifères tempérées de l'Himalaya au désert du Rajasthan comme le parc national de Desert.

## Types d'aires protégées

### Parcs nationaux
En 2010, l'Inde compte 99 parc nationaux. Ceux-ci recouvrent 39 047 km2, soit 1,19 % du territoire national. Le premier créé fut le parc national Hailey en 1936, connu aujourd'hui sous le nom de parc national Jim Corbett. En plus de ceux-ci, 75 autres parcs sont prévus au réseau indien, ce qui ajoutera 16 608 km2 au réseau actuel.

### Autres réserves
L'UNEP-WCMC dénombre en 2008 trois réserves aviaires, une Closed area interdite, deux aires pour lesquelles aucun genre n'est attribué, une Reserved forest, 34 réserves de chasses, trois parcs marins, 169 parcs nationaux proposés ou déjà reconnus, 777 sanctuaires proposés ou déjà reconnus et 5 autres aires diverses.
L'Inde compte également 514 sanctuaires fauniques. Ceux-ci couvre 118 150 km2, soit 3,59 % du pays. Le pays prévoit rajouter 219 nouveaux sanctuaires, ce qui ajoutera 16 669 km2.
On compte aussi 28 Tiger Reserves du projet Project Tiger mis en place par le gouvernement ou les Bird Sanctuary. Beaucoup de parcs nationaux avaient ce statut avant de devenir parc national, ainsi par exemple, le Keoladeo National Park était Birds sanctuary. Ces zones protégées sont reconnues de catégorie IV par la CMAP.
Les réserves de biosphère, souvent accouplées à un parc ou à un sanctuaire, sont des zones de catégorie V selon la CMAP, elles permettent la coexistence avec une certaine activité économique.
Les Reserved forests et Protected Forests (respectivement Categorie IV or VI de la CMAP) sont des terres boisées où l'exploitation forestière, la chasse, le pâturage et d'autres activités sont admises dans le cadre du Développement durable aux membres de certaines communautés. Dans les Reserved Forest, l'autorisation pour ces activités doit être explicitement demandée. Dans les forêts protégées, ces activités sont admises, à moins d'être explicitement interdites. Ainsi, en général, les Reserved Forest bénéficient d'un degré plus élevé de protection que les Protected Forest.
Les Conservation Reserve et Community Reserve (respectivement de Categorie V et VI de la CMAP) sont des aires protégées adjacentes à des aires existantes, qui garde une valeur écologique et peuvent servir de couloirs de migration, ou de zone tampon. Les Conservation Reserve sont créés sur des terrains de l'État ou des communautés peuvent subsister alors que les Community Reserve sont créés sur des aires qui appartiennent soit à l'État soit à des privés. Les possesseurs de terrains sur ces dernières sont les seuls à pouvoir obtenir une aide de l'État dans le cadre de la protection de ces terrains.
Les Village Forest et Panchayat Forest (Categorie VI de la CMAP) sont des zones forestières gérées par des villages ou des Panchayats dans le cadre du développement durable et ou l'habitat, la flore et la faune et ou la communauté se voie accorder un certain degré mission de protection.
Il existe également des aires protégées privées qui sont détenues par des individus, des organisations non gouvernementaux ou des organismes communautaires. Même si la législation indienne ne prévoit pas d'aide à la protection pour ces zones, certaines ONG en utilisant les lois foncières fournissent des moyens limités de protection.
Enfin les Conservation areas zones des zones bien délimitées détenues par des privés ou par l'État, ou des mesures conservatoires du paysage sont en cours.

## Aires protégées en vertu de conventions internationales

### Réserves de biosphère
Les réserves de biosphère sont une reconnaissance internationale de l'Unesco pour valoriser des sites où l'humain vit en harmonie avec la nature et à la biodiversité exceptionnelle. Bien qu'elles n'imposent pas de législation propre, elles s'implantent sur des aires protégées préexistantes. Ainsi, l'Unesco a reconnu en Inde 12 réserves de biosphère.

### Sites Ramsar
La convention de Ramsar est entrée en vigueur en Inde le 1er février 1982.
En janvier 2020, le pays compte 27 sites Ramsar, couvrant une superficie de 10 568,71 km2.

### Patrimoine mondial
En 2019, l'Inde compte 7 sites naturels et 1 site mixte inscrits au patrimoine mondial de l'Unesco.